# Sândominic
Sândominic (in ungherese Csíkszentdomokos) è un comune della Romania di 6 478 abitanti, ubicato nel distretto di Harghita, nella regione storica della Transilvania.
La maggioranza della popolazione (oltre il 98%) è di etnia Székely.